# Swedegas
Swedegas AB är en svensk transmissionsnätsoperatör som äger och driver ett naturgasnät i sydvästra Sverige. Gasnätet sträcker sig från Dragör i Danmark till Stenungsund, med en sidogren till Hyltebruk och Gislaved/Gnosjö och transporterar naturgas och biogas till distributörer och direktanslutna kunder, exempelvis kommuner, kraftvärmeverk och industrier. 
Mellan 2015 och 2018 ägdes Swedegas av spanska Enagás och belgiska Fluxys med 50 % vardera.
Bolaget ägs sedan 2018 av FS Gas Transport AB, ägt av European Diversified Infrastructure Fund, en fond som förvaltas av australiska Igneo Infrastructure Partners, som är en del av australiska First Sentier Investors. och ingår i energikoncernen Nordion Energi.
Swedegas är systembalansansvarig för det västsvenska naturgassystemet. Det betyder att bolaget åtagit sig att övergripande ansvara för att balansen kortsiktigt upprätthålls mellan inmatning och uttag av naturgas. Företaget har den mindre gasdepån Naturgaslager Skallen vid Getinge.
Sedan 2014 matas också biogas in i transmissionsnätet.